# Меловые Горки
Меловые Горки (каз. Меловые Горки) — село в Западно-Казахстанской области Казахстана. Находится в подчинении городской администрации Уральска. Входит в состав посёлка Зачаганск. Код КАТО — 271035800.

## Население
В 1999 году население села составляло 560 человек (254 мужчины и 306 женщин). По данным переписи 2009 года, в селе проживало 618 человек (310 мужчин и 308 женщин).